# Патуццо, Элеонора
Элеонора Патуццо (итал. Eleonora Patuzzo,  род. 16 октября 1989, Боволоне, Венеция) — итальянская профессиональная велогонщица. Выступала на профессиональном уровне с 2009 по 2012 годы. 

## Карьера
В 2005 году Элеонора Патуццо выступала в юношеской категории за команду GS Italo Pec Collanti в Салиццоле. На треке в Падуе она выиграла титул чемпионки в гонке по очкам среди юниоров. В течение следующих двух лет она выступала в юниорской категории (до 19 лет) за команду GS Verso l'Iride в Конельяно.
В 2006 году она заняла третье место на юниорском чемпионате мира по шоссейным гонкам в Франкоршаме. 
В 2007 году Элеонора Патуццо стала чемпионкой в групповой гонке Чемпионата мира по шоссейному велоспорту среди юниоров. В том же году она заняла второе место на чемпионате Италии среди юниоров в гонке с раздельным стартом и гонке преследования.
В 2008 году она перешла в элитную категорию в составе новой команды Titanedi-Frezza-Acca Due O, которая стала спутником команды Safi-Pasta Zara, созданной в том сезоне для подготовки молодых гонщиков. 
С 2009 по 2011 годы она выступала за «первую команду», историческую команду под руководством Маурицио Фабретто. 
В 2010 году она заняла шестое место в гонке Эмакумин Бира, а затем десятое место в гонке Флеш Валонь Фамм, одном из этапов Кубка мира. В июне она добилась своего первого успеха в элитной категории, выиграв третий и заключительный этап Джиро дель Трентино-Альто-Адидже — Южный Тироль. Она закончила эту гонку на четвёртом месте, выиграв также молодёжную и очковую классификацию. В августе она заняла третье место в Трофи д’Ор. Хорошие результаты позволили ей отобраться на групповую гонку чемпионата мира в Мельбурне. Она не смогла финишировать, но приняла участие в победе своей соотечественницы, Джорджии Бронцини.
В 2012 году она присоединилась к команде Be Pink, новой профессиональной команде под руководством Вальтера Зини. В течение сезона она заняла второе место на этапе Вуэльты Сальвадора. Это был её последний год в элите. В 23 года она покинула велоспорт, чтобы продолжить учебу в Университете Вероны.

## Достижения

### Шоссе
2006
- Бронзовая медаль Чемпионат мира среди юниоров[фр.], групповая гонка
- 10-я на Чемпионате Европы среди юниоров. групповая гонка

2007
- Чемпионат мира среди юниоров[фр.], групповая гонка
- 2-я на Чемпионате Италии среди юниоров, индивидуальная гонка

2010
- 3-й этап Джиро дель Трентино-Альто-Адидже — Южный Тироль
- 3-я на Трофи д’Ор
- 10-я на Флеш Валонь Фамм (Кубок мира)

#### Статистика выступления наГранд-турах
| Гонка / Год          | 2008 | 2009 | 2010 | 2011 |
| -------------------- | ---- | ---- | ---- | ---- |
| Рут де Франс феминин | 16   | —    | 29   | —    |
| Джиро Роза           | 74   | 49   | 61   | 78   |

### Трек
2005
- Чемпионка Италии среди юниоров, гонка по очкам

2007
- 2-я на Чемпионате Италии среди юниоров, индивидуальная гонка преследования

## Рейтинги
| Год                 | 2010 | 2011 | 2012  |
| ------------------- | ---- | ---- | ----- |
| Мировой рейтинг UCI | 45-й | -    | 232-й |
|                     |      |      |       |
| Источник: UCI       |      |      |       |